# Comté d'Erath
Le comté d'Erath (en anglais : Erath County) est un comté situé au centre de l'État du Texas aux États-Unis. 
Le siège de comté est la ville de Stephenville. Selon le recensement de 2020, sa population est de 42 545 habitants. Le comté a une superficie de 2 823 km2, dont 2 814 km2 en surfaces terrestres. Il est nommé en l'honneur de George Bernard Erath, un soldat de la révolution texane, survivant de la bataille de San Jacinto.

## Comtés adjacents
|                   | Comté de Palo Pinto | Comté de Hood      |
| Comté d'Eastland  | comté d'Erath       | Comté de Somervell |
| Comté de Comanche | Comté d'Hamilton    | Comté de Bosque    |

## Démographie
Lors du recensement de 2010, le comté comptait une population de 37 890 habitants. En 2017, la population est estimée à 41 969 habitants.

Pyramide des âges du comté d'Erath (2000).

| Groupe            | Comté d'Erath | Texas | États-Unis |
| ----------------- | ------------- | ----- | ---------- |
| Blancs            | 85,6          | 70,4  | 72,4       |
| Autres            | 10,1          | 10,6  | 6,4        |
| Métis             | 1,7           | 2,7   | 2,9        |
| Afro-Américains   | 1,2           | 11,9  | 12,6       |
| Amérindiens       | 0,8           | 0,7   | 0,9        |
| Asiatiques        | 0,7           | 3,8   | 4,8        |
| Total             | 100           | 100   | 100        |
|                   |               |       |            |
| Latino-Américains | 19,2          | 37,6  | 16,7       |